# Jeżewo (gromada w powiecie sierpeckim)
Jeżewo – dawna gromada, czyli najmniejsza jednostka podziału terytorialnego Polskiej Rzeczypospolitej Ludowej w latach 1954–1972.
Gromady, z gromadzkimi radami narodowymi (GRN) jako organami władzy najniższego stopnia na wsi, funkcjonowały od reformy reorganizującej administrację wiejską przeprowadzonej jesienią 1954 do momentu ich zniesienia z dniem 1 stycznia 1973, tym samym wypierając organizację gminną w latach 1954–1972.
Gromadę Jeżewo z siedzibą GRN w Jeżewie utworzono – jako jedną z 8759 gromad na obszarze Polski – w powiecie sierpeckim w woj. warszawskim, na mocy uchwały nr VI/10/19/54 WRN w Warszawie z dnia 5 października 1954. W skład jednostki weszły obszary dotychczasowych gromad Jeżewo, Kęsice, Krajewice Duże, Krajewice Małe, Młotkowo, Młotkowo kolonia, Rekowo, Stropkowo i Żytowo ze zniesionej gminy Kosemin, obszary dotychczasowych gromad Grąbiec i Wola Grąbiecka ze zniesionej gminy Białyszewo, obszar dotychczasowej gromady Zalesie ze zniesionej gminy Borkowo oraz obszar dotychczasowej gromady Szumanie-Pustoły ze zniesionej gminy Koziebrody w tymże powiecie. Dla gromady ustalono 25 członków gromadzkiej rady narodowej.
1 stycznia 1959 do gromady Jeżewo przyłączono wsie Makomazy i Narkiewiczyzna z gromady Słupia w powiecie płockim. Gromada przetrwała do końca 1972 roku, czyli do kolejnej reformy gminnej.